# Жердево (Фатежский район)
Жердево — деревня в Фатежском районе Курской области России. Входит в состав Банинского сельсовета.

## География
Деревня находится в бассейне Ржавца (приток Красавки в бассейне Свапы), в 110 км от российско-украинской границы, в 55 км к северо-западу от Курска, в 11 км к северо-востоку от районного центра — города Фатеж, в 8,5 км от центра сельсовета — посёлка Чермошной.
Климат
Жердево, как и весь район, расположено в поясе умеренно континентального климата с тёплым летом и относительно тёплой зимой (Dfb в классификации Кёппена).
Часовой пояс
Деревня Жердево, как и вся Курская область, находится в часовой зоне МСК (московское время). Смещение применяемого времени относительно UTC составляет +3:00.

## Население
| 2002 | 2010 |
| ---- | ---- |
| 224  | ↘159 |

## Инфраструктура
Личное подсобное хозяйство. В деревне 126 домов.

## Транспорт
Жердево находится в 4 км от автодороги федерального значения М2 «Крым» (Москва — Тула — Орёл — Курск — Белгород — граница с Украиной) как часть европейского маршрута E105, в 3,5 км от автодороги регионального значения 38К-002 (Верхний Любаж — Поныри), на автодорогe межмуниципального значения 38Н-747 (М-2 «Крым» — Жердево), в 26 км от ближайшей ж/д станции Возы (линия Орёл — Курск).
В 178 км от аэропорта имени В. Г. Шухова (недалеко от Белгорода).